# Верски закон
Верски закон обухвата етичке и моралне кодове које проповедају верске традиције. Различити верски системи држе свето право у већем или мањем степену важности за своје системе веровања, при чему су неки експлицитно антиномски, док су други номистички или „легалистички“ по природи. Конкретно, религије као што су јудаизам, ислам и бахаи вера уче о потреби за откривеним позитивним правом за државу и за друштво, док друге религије као што је хришћанство генерално одбацују идеју да је то неопходно или пожељно и уместо тога наглашавају вечне моралне прописе божанског закона над грађанским, церемонијалним или судским аспектима, који су можда били поништени као у теологијама благодати над законом.
Примери укључују хришћанско канонско право (применљиво у оквиру шире теолошке концепције у цркви, али у модерно доба различито од секуларног државног права), исламски шеријат, јеврејску халаху и хиндуистичко право.

## Успостављене религије и верске институције
Државна религија (или основана црква) је верско тело које званично подржава држава. Теократија је облик владавине у којем је Бог или божанство препознат као врховни грађански владар.
У теократијама и у неким верским јурисдикцијама приговори савести могу проузроковати религијски преступ. Супротно томе, правни системи су секуларне државе или мултикултурна друштва у којима влада формално не прихвата одређену религију, али може или потиснути сву верску активност или применити толеранцију према верској разноликости.

## Бахаи вера
Бахаи закони су закони и уредбе који се користе у бахаи вери и основни су део бахаи праксе. Закони су засновани на верификованим текстовима Бахаулаха, оснивача бахаи вере, накнадним тумачењима Абдул-Баха и Шоги Ефендија и законодавству Универзалне куће правде. Бахаи закон је представљен као скуп општих принципа и смерница и појединци морају да их примењују како им најбоље одговара. Док неке од друштвених закона спроводе бахаи институције, акценат је стављен на то да појединци следе законе на основу њихове савести, разумевања и расуђивања, а од бахаја се очекује да следе законе из љубави према Бахау. Закони се виде као метод одржавања реда и безбедности у свету.

## Будизам
У будизму, Патимока је кодекс од 227 правила и принципа којих се придржавају будистички монаси и монахиње.